# Josh Dun
Joshua William "Josh" Dun (sinh ngày 18 tháng 6 năm 1988) là một nhạc sĩ người Mỹ. Anh được biết đến là tay trống của bộ đôi ban nhạc Twenty One Pilots.

## Khởi đầu
Dun sinh tại Columbus, Ohio, và lớn lên với hai người em gái, Ashley và Abigail, và một người em trai, Jordan. Anh tự học chơi trống khi còn nhỏ. Anh kể lại rằng để học đánh trống, anh tới một cửa hàng nhạc cụ, ngồi trước bộ trống điện tử, mở nhạc trên chiếc máy nghe nhạc CD của anh và đeo tai nghe vào, sau đó anh đeo tai nghe của bộ trống trùm ra ngoài tai nghe của chiếc máy nghe nhạc và cố gắng đồng bộ giữa hai nhịp trống tốt nhất có thể. Theo Dun, anh không thực sự được nghe nhạc lúc còn nhỏ nhưng vẫn lén tới cửa hàng nhạc một lần một tuần và hỏi những người ở đó. "Tôi thích giấu những đĩa album như Dookie của Green Day ở dưới giường," Dun nói. "Đôi lúc họ tìm thấy chúng và rất giận dữ. Họ sẽ tìm những ban nhạc Kitô giáo khác, như Relient K, và bắt tôi nghe." Dun làm việc tại Guitar Center trong ba năm, cũng làm việc với tay trống cũ của Twenty One Pilots là Chris Salih.

## Sự nghiệp

### House of Heroes
Tháng 3 năm 2010, Dun gia nhập House of Heroes qua lời mời của tay trống Colin Rigsby, khi anh quyết định nghỉ để giành nhiều thời gian hơn với gia đình.
Dun tham gia các buổi lưu diễn trực tiếp của House of Heroes cho đến tháng 10, khi Rigsby sau đó quay trở lại.

### Twenty One Pilots

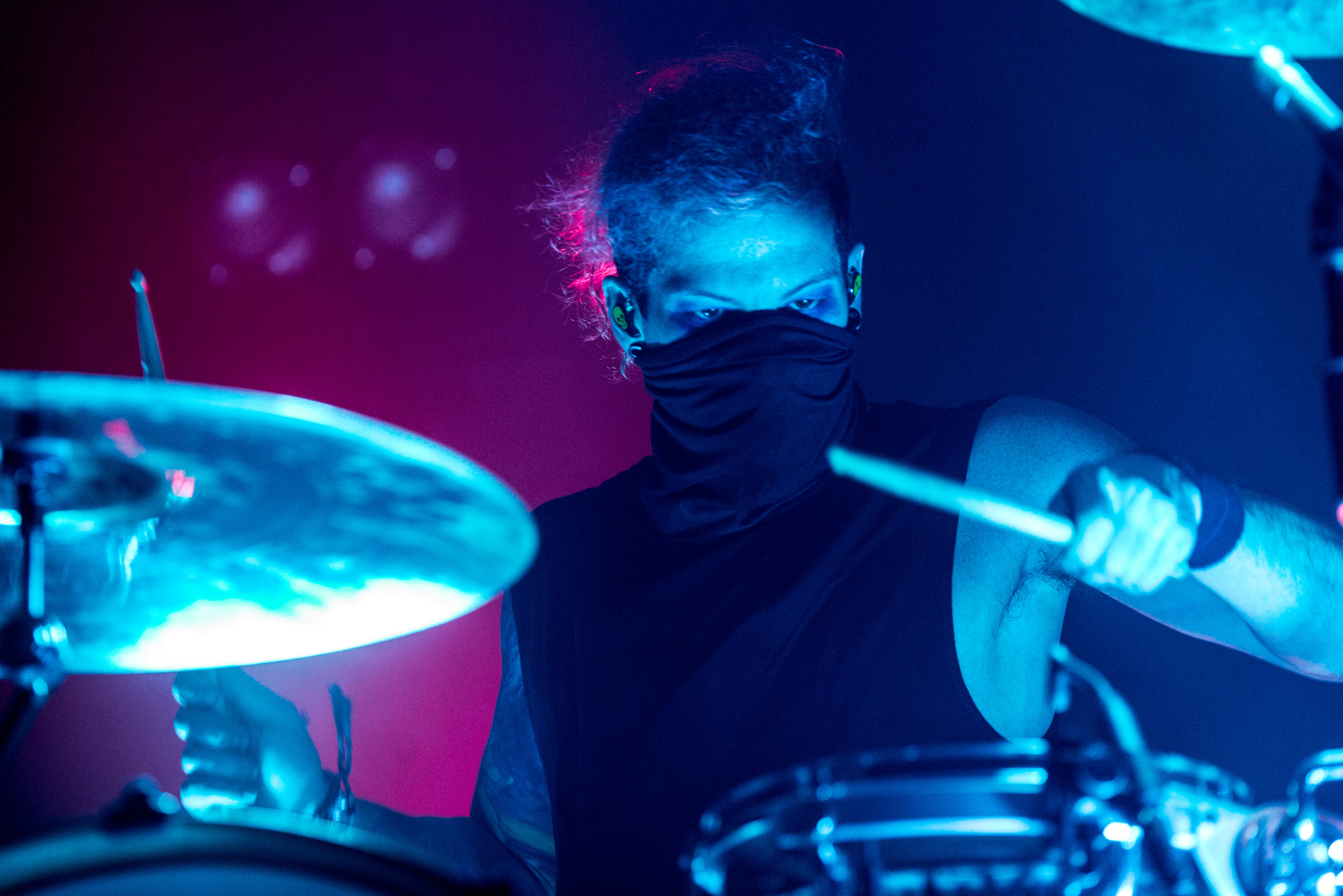
Dun biểu diễn với Twenty One Pilots tại Munich, Đức năm 2016

Năm 2011, Dun tới một buổi diễn của Twenty One Pilots theo lời mời của tay trống lúc đó là Chris Salih, sau khi nghe CD demo gốc của ban nhạc. Anh cảm thấy ấn tượng với màn biểu diễn của bộ ba. Sau đó anh gặp với giọng ca chính của ban nhạc, Tyler Joseph, sau buổi diễn, và một vài ngày sau đó bắt đầu dành thời gian cho nhau và xây dựng tình bạn.
Cuối năm đó, Nick Thomas và Salih lần lượt rời ban nhạc do công việc bận rộn, và Dun nghỉ việc tại Guitar Center để chơi trong một buổi diễn với Joseph. Họ chơi được một bài hát trước khi cảnh sát tới hủy bỏ buổi diễn. Sau hôm đó, Dun chính thức thành tay trống toàn thời gian của ban nhạc. Bộ đôi sau đó phát hành album phòng thu thứ hai của ban nhạc, Regional at Best, vào ngày 8 tháng 7 năm 2011, và ký hợp đồng với hãng thu con của Atlantic Records, Fueled by Ramen vào tháng 4 năm 2012.
Album thứ ba của Twenty One Pilots, Vessel, được phát hành ngày 8 tháng 1 năm 2013.
Album thứ tư của ban nhạc, Blurryface, phát hành ngày 17 tháng 5 năm 2015, sớm hơn dự kiến hai ngày.

## Đời sống cá nhân
Về âm nhạc, anh nói, "Nhưng tôi đã luôn muốn được chơi trống và giờ tôi đã có thể làm điều đó gần như hằng đêm. Đó là điều tôi yêu nhất, mọi người gặp gỡ nhau trong một căn phòng và để âm nhạc đoàn kết tất cả – tôi biết nó nghe thật kịch tính, nhưng nó là một trải nghiệm thật sự thú vị và là điều mà tôi sẽ chưa bao giờ phải mệt mỏi trong một thời gian."
Dun là một tín hữu Kitô giáo, và từng hẹn hò với diễn viên và ca sĩ Debby Ryan từ tháng 5 năm 2013 tới tháng 9 năm 2014. Tới tháng 1 năm 2016 thì anh vẫn đang độc thân.
Dun có một hình xăm của một cái cây trên cánh tay phải của anh đại diện cho đức tín của anh. Tuy nhiên, anh thích nói về ý nghĩa đầy đủ của nó trực tiếp cho từng người và không muốn nó lan truyền trên internet.
Cả Dun và Joseph cũng có một hình xăm chữ "X" trên người biểu tượng cho cống hiến của họ với những người hâm mộ tại quê nhà Columbus, Ohio.  Họ xăm nó ngay trên sân khấu trong một buổi diễn tại quê nhà đầu năm 2013. Hình xăm ấy của Dun nằm ở sau tai phải của anh.
Dun là hậu duệ của Edwin Dun, một chủ trang trại người Mỹ đã phát triển đáng kể chính sách nông nghiệp của Hokkaido.

## Giải thưởng và đề cử
| Năm  | Lễ trao giải                   | Giải thưởng             | Đề cử    | Kết quả | Tham khảo |
| ---- | ------------------------------ | ----------------------- | -------- | ------- | --------- |
| 2017 | Alternative Press Music Awards | Tay trống xuất sắc nhất | Josh Dun | Đề cử   | [ 27 ]    |